# The Archer
«The Archer» —en español: «La Arquera»— es una canción escrita e interpretada por la cantante estadounidense Taylor Swift. Fue lanzada el 23 de julio de 2019 como sencillo promocional de su séptimo álbum de estudio Lover (2019), a través de Republic Records. «The Archer» fue escrita y producida por Taylor Swift junto a Jack Antonoff.

## Información de la canción
La canción fue anunciada en una publicación de Instagram el día 22 de julio de 2019.  Fue revelada como la quinta canción de su séptimo álbum de estudio Lover (2019), mediante el pedido anticipado de dicho disco en las plataformas de iTunes. El 23 de julio, Swift anunció oficialmente el lanzamiento en un video de Instagram. La cantante comentó que la ubicación cinco de «The Archer» en la lista de canciones del álbum se debe a que en ese lugar agrega la pista para ella más "honesta, emocional y personal".
«The Archer» fue escrito por Taylor Swift junto a Jack Antonoff en un tiempo de dos horas, mientras estaban en California, de acuerdo a las palabras de este último en sus redes sociales. Anteriormente ambos colaboraron en los álbumes 1989 (2014) y Reputation (2017) de Swift, además de la canción «I Don't Wanna Live Forever» lanzada en 2016.

## Crítica y recepción
En una reseña  de la canción Chris Willman de Variety opinó que: «las letras reflejan un estado mental sospechoso en una relación aparentemente feliz donde los viejos temores surgen con facilidad», también comparó el tema con su anterior canción «All Too Well». Para Vulture, Jackson McHenry declaró que en «The Archer se encuentra a Taylor con un ritmo más lento». Constance Grady, de Vox, escribió que la canción «es sobria y minimalista», y agregó que es exponencialmente más emocional y poderosa que los sencillo lanzado para el álbum anteriormente. Claire Shaffer, de Rolling Stone, detalló la canción como una «balada sombría y sintetizada». Rania Aniftos de Billboard opinó que: «es brillante, Swift le pide a la persona que ama que la acepte mientras canta». Al escribir para Forbes, Caitlin Kelley declaró que la fortaleza de la canción es su letra, la astucia en sus líneas. Sofiana Ramli de NME escribió que la canción expone las inseguridades de la cantante, describiéndola como «delicada y soñadora» al igual que su anterior tema lanzado en 2012 «All Too Well».

## Video lírico
El 23 de julio de 2019 se estrenó en el canal de Swift en YouTube el vídeo lírico de la canción. Las letras del video usan una fuente manuscrita, mientras que de fondo se ve nubes en movimiento.

## Créditos y personal
Créditos adapatos de Genius y YouTube.
- Taylor Swift – composición, producción, vocales
- Jack Antonoff – producción, ingeniería de grabación, piano, programación, composición, personal de estudio.
- Laura Sisk – ingeniero de grabación
- John Rooney – ingeniería de grabación, personal de estudio
- Serban Ghenea – mezclador, personal de estudio
- John Hanes – ingeniero de mezcla, personal de estudio

## Posicionamiento en listas
| Listas (2019)                             | Mejor posición |
| ----------------------------------------- | -------------- |
| Australia (ARIA)                          | 19             |
| Bélgica (Ultratop) Flanders               | 28             |
| Canadá (Canadian Hot 100)                 | 41             |
| China (Airplay/FL)                        | 2              |
| Escocia (Official Charts Company)         | 17             |
| Eslovaquia (Singles Digitál Top 100)      | 63             |
| Estados Unidos (Billboard Hot 100)        | 38             |
| Estados Unidos (Rolling Stone Top 100)    | 23             |
| Estonia (Eesti Tipp-40)                   | 32             |
| Grecia (International Digital Singles)    | 19             |
| Hungría (Single Top 40)                   | 22             |
| Irlanda (IRMA)                            | 31             |
| Nueva Zelanda Hot Singles (RMNZ)          | 28             |
| Reino Unido (UK Singles Chart)            | 43             |
| República Checa (Singles Digitál Top 100) | 69             |
| Singapur (RIAS)                           | 18             |
| Suecia (Sverigetopplistan)                | 6              |

## Historial de lanzamiento
| País    | Fecha               | Formato   | Discográfica     | Ref   |
| ------- | ------------------- | --------- | ---------------- | ----- |
| Various | 23 de julio de 2019 | streaming | Republic Records | [ 8 ] |